# Papuana woodlarkiana
Papuana woodlarkiana är en skalbaggsart som beskrevs av Xavier Montrouzier 1855. Papuana woodlarkiana ingår i släktet Papuana och familjen Dynastidae.

## Underarter
Arten delas in i följande underarter:
- P. w. laevipennis
- P. w. tenuistriata